# Doscientos Ocho Transporte Automotor S. A.
Doscientos Ocho Transporte Automotor S. A., DOTA Colectivos S.A. conocida por sus siglas DOTA, es una corporación argentina especializada en el transporte público de pasajeros. Una característica identitaria de la empresa es el pictograma de una abeja, presente en su logo y en la mayoría de sus unidades.
DOTA es dueña de otras empresas de transporte público, por lo que opera una gran variedad de líneas de colectivos. Además, es dueña de Megacar, representante de la empresa brasileña Agrale en Argentina y controla la carrocera de ómnibus TodoBus.
La empresa tiene su sede en la ciudad de Buenos Aires, es la empresa operadora de colectivos más grande de Argentina, con un total de 182 de las 390 líneas operadas sólo en el Área Metropolitana de Buenos Aires.

## Historia
Fue fundada en 1955, como operadora de la línea madre, la 208 (actual línea 28), que unía la estación Constitución hasta el Puente Alsina, luego adquiere la línea 114 que unía el Puente Alsina con la Estación Rivadavia del Ferrocarril General Bartolomé Mitre, la línea siguió extendiendo su recorrido hacia Retiro y hacia Ciudad Universitaria. La empresa comienza a tener éxito debido a los nuevos ramales rápido de la línea 28, comenzando una gran expansión en la década de los 90, adquiriendo Transportes Pompeya S.A. (línea 44), Transportes Los Patricios S.A. (línea 101), E.T.M.O. Remolcador Guaraní S.A. (línea 91), Transportes Río Grande S.A. (líneas 5 y 23), Transportes Larrazabal CISA (línea 117) y Transportes Lope de Vega SACI (Línea 135).también al comenzar a ser subsidiado el transporte público en la década de los 90, que le permitió la adquisición de otras empresas de transporte público más pequeñas.Durante  principios de los años 2000 la empresa crecería a base de millonarios subsidios que eran desviados por la corporación para comprar líneas más pequeñas, estableciendo un monopolio en varias localidades de Buenos Aires.
En 2010, compró la línea 60, en conjunto con las empresas Nuevos Rumbos, Rosario Bus y Micro Ómnibus Tigre. Sin embargo, las otras dos empresas se retiraron luego de la sociedad. Esta compra generó conflictos y gran cantidad de huelgas, llegando a estar el servicio suspendido por 42 días en 2015. Algunos trabajadores también realizaron huelgas de hambre.
En 2015, adquirió la Empresa San Vicente, una de las más grandes de la zona sur del conurbano bonaerense tras lo cual llevó a cabo un fuerte recorte de servicios, también en 2015, se hizo con la empresa Atlántida, operadora de la línea 57.un año después se hace con Transporte Automotor Riachuelo operadora de las líneas 100, 115, 134 y 446, las líneas 505, 506 y 521 de Almirante Brown, la primera operada bajo la empresa Gral. Tomas Guido y las últimas dos bajo Empresa San Vicente, en 2017 se hace con la línea 514 de Almirante Brown, antes administrada por Expreso Arseno. También en el 2018 pero en el mes de septiembre deja de circular la línea 446 que había adquirido en el 2016, en 2018 se hace con el servicio semi rápido de la línea 8, cuyo recorrido inicia en Plaza de Mayo y finaliza en Ezeiza.
Desde el año 2019, gran parte de las líneas operadas por DOTA han hecho huelgas, en medio de una pelea interna entre distintos sectores del sindicato Unión Tranviarios Automotor (UTA), enfrentando al entonces líder Roberto Fernández. En ese año queda a cargo de la línea 164 (Ex línea 165) mediante la subsidiaria Gral. Tomas Guido, la cual obtuvo tras una licitación de las líneas del ex  Expreso Lomas, después de que éste entrara en cesación de pago y dejara de prestar servicio por varios meses por una huelga sindical del personal, que reclamaba sueldos adeudados a su anterior propietaria. Además se inauguraron dos servicios expresos de la línea 51 y se recorto el servicio de la 74 hasta Burzaco, extendiéndose luego hasta Longchamps, mas no a Glew, que era la terminal original del recorrido. En marzo de 2022 recuperó el ramal expreso de la línea 164. A fines de 2023 DOTA fusiona las Líneas 5 y 8 en una única línea (8), habilitando así el nuevo recorrido que une el Aeroparque Jorge Newbery con el Aeropuerto Internacional Ministro Pistarini, quedando los recorridos de las líneas de origen como ramales secundarios. En enero de 2024 adquiere las líneas 283 y 523, al absorber a la Compañía Andrade oriunda de Lanús.
En marzo de 2025 deja de funcionar la línea 421, operada hasta entonces por Transportes Larrazábal (que también opera las líneas 20, 117, 161 y 188) que unía el Cruce de Lomas (Lomas de Zamora) con el Puente Pueyrredón (Avellaneda).
En junio de 2025, tras un acuerdo entre ambas partes, DOTA adquiere el 60% de la empresa El Puente SAT que hasta el momento operaba las líneas 32, 75, 128 y 158 al final se concluyó que todas las líneas pasarían a ser administradas por DOTA. Parte de este acuerdo incluyó también a la empresa de turismo privada Turismo El Puente, ese mismo mes de quedó con el negocio del trambus en Córdoba, la segunda mayor ciudad de Argentina.

## Empresas operadas por DOTA
En la década de 1990, la empresa comenzó a expandirse adquiriendo otras líneas y empresas menores, o bien asociándose con otras para la explotación de servicios.
En la actualidad, el grupo se encuentra dividido en las siguientes subsidiarias:
- DOTA: 28 44 101
- Transportes Río Grande: 8
- Transportes Lope de Vega: 56 76 91 135
- Transportes Larrazabal: 20 117 161 188
- Los Constituyentes: 78 87 111 127
- Transportes Av. Bernardo Ader (TABA): 130
- Transporte 12 de Octubre: 7
- Empresa de Transportes Tte. General Roca: 21 108
- Rocaraza: 31 146
- Micro ómnibus Norte (MONSA): 60
- Micro ómnibus Avenida (MOASA): 405 514 520
- Transportes Atlántida: 57 410 429
- Transporte Automotor Riachuelo (TARSA): 23 100 115 134
- Compañía Andrade: 283 523
- Expreso San Isidro (ESISA): 168
- El Puente SAT: 32 75 128 158

### Líneas de operación asociada

#### Con Grupo Autobuses
- General Tomás Guido S.A. (desde 2012): 9 25 84 164 271 299 373 384 570

#### Con Grupo Autobuses y Expreso Esteban Echeverría
- Empresa San Vicente S.A.T. (desde 2015): 51 7479 177 263 370 385 388 403 435 503

#### Con Nuevos Rumbos S.A.
- NUDO: 50 107 150
- Colectiveros Unidos (CUSA): 99 106
- Empresarios del Transporte Automotor de Pasajeros (ETAPSA): 24

#### ConFono Bus(enCórdoba)
- FAM: 20, 21, 22, 23, 24, 25, 26, 27, 28, 29, B26, 50, 51, 52, 53, 54, 70, 71, 72, 73, 74, 75, 76, 600, 601

### Negocios relacionados con el Transporte Automotor
- Concesionaria MegaCar, Representante en Argentina de la chasista brasileña Agrale.

- Carrocerías de transporte Todo Bus.
- Td Servicio de Logística Transporte del Sur S.R.L
- Carrocerías La Favorita S.A.
- Argos Compañía Argentina de Seguros Generales S.A.[27]

#### Hasta 2017 operó las siguientes líneas
- Línea 505.

- Línea 506.

- Línea 521.

Estas líneas se separaron del Grupo DOTA, por una licitación que hizo el intendente de Almirante Brown, fueron operadas hasta 2017 por las empresas General Tomás Guido S.A.C.I.F y Empresa San Vicente S.A.T. Actualmente las tres líneas están bajo operación de la Empresa Transportes del Sur S.R.L.

#### Hasta 2023 operó la siguiente línea
- Línea 5.

El 18 de diciembre de 2023, la línea 5 pasó a formar parte de la Línea 8 quedando como ramales secundarios de la misma, funcionado oficialmente como el ramal "D" de la línea. 

#### Hasta 2025 operó las siguientes líneas
- Línea 421.

Su servicio fue suspendido el 19 de marzo de 2025, sin una fecha de reactivación.
- Línea 6.

El 5 de mayo de 2025, la línea 6 pasó a formar parte de la Línea 50 quedando como ramal secundario de la misma, funcionado oficialmente como el ramal "C" de la línea, pero no llegando más a Retiro, sino que a Correo Central. Y también fue extendiendo hasta Avenida Eva Perón y Colectora Este Avenida General Paz.